# Nemšová
Nemšová (in tedesco Nemschau o Nempschau, in ungherese Nemsó) è una città della Slovacchia facente parte del distretto di Trenčín, nella regione omonima. Si trova 10 km a nord di Trenčín e a 3 km a ovest di Dubnica nad Váhom. Anche se i primi riferimenti storici a Nemšová sono apparsi nel 1246, è divenuta città solo nel 1989.